# El hombre lobo de París
El hombre lobo de París (en inglés: The Werewolf of Paris) es una novela de licántropos escrita por Guy Endore, fue publicada en 1933 por la editorial estadounidense Farrar and Rinehart. 
La novela mezcla los géneros de fantasía gótica e histórica, cuenta la historia de un hombre lobo francés de nombre Bertrand Caillet que deambula por la ciudad de París durante el periodo histórico que abarca la proclamación de la tercera república francesa, la guerra franco-prusiana de 1870 y la creación de la comuna de París de 1871. Según muchos expertos “El hombre lobo de París es a la novela de licántropos, lo que Drácula de Bram Stoker significa para la novela de vampiros”. Esta novela seria llevada a la gran pantalla en 1961 bajo el nombre La maldición del hombre lobo dirigida por Terence Fisher.

## Argumento
La novela inicia con el relato de un estudiante norteamericano que se encuentra residiendo en París, tras una noche de copas en el camino hacia su casa se encuentra con un par de mendigos que tienen en su poder un manuscrito muy antiguo, tras regatear con ellos el estudiante logra quedarse con el texto. Entonces descubre que su autor fue Aymar Galliez. Este cuenta en su escrito la trágica historia de Bertrand Caillet. 
Bertrand tuvo la mala suerte tanto de nacer de una relación ilícita, pues su madre fue violada por un sacerdote (el padre Pitamont) como de nacer un veinticinco de diciembre, día del nacimiento de Cristo (opacando así con su nacimiento el nacimiento más sagrado para los fieles cristianos según las antiguas supersticiones), con todo esto Bertrand es maldecido con la metamorfosis lobuna. 
Aymar, por su parte, decide adoptar y cuidar al muchacho y no tarda en darse cuenta de su misterioso comportamiento que al principio es problemático y poco dañino, pero luego crece para convertirse en algo violento y perjudicial contra la raza humana. Entonces Aymar hace todo lo posible por contener el espíritu animal del muchacho, pero sus esfuerzos son en vano. El joven Bertrand de día es un ser humano común y corriente, mientras que de noche se transforma en un lobo que sale a recorrer los campos y los bosques de su pueblo atacando al ganado o profanando tumbas en busca de carne humana, aun así, no es consciente de nada de eso y de sus fechorías solo tiene vagos recuerdos que cree sueños muy difusos.
Poco a poco la bestia que reside en su interior irá tomando cada vez más y más fuerza dentro de él, lo que llevará al joven Bertrand a dar rienda suelta a sus más bajos instintos. Poco después Bertrand viajará a París donde será testigo del levantamiento de la clase obrera contra Napoleón III; un marco adecuado para que la sangre derramada por el licántropo se confunda con la de los trabajadores caídos en la lucha por sus derechos. En París Bertrand se enamorará de una bella muchacha de familia burguesa que trabaja como voluntaria en una cantina, Sophie. Masoquista y obsesionada con la muerte, ayuda a Bertrand a evitar los efectos violentos de su transformación, permitiéndole chupar su sangre; este amor es lo único que lo vincula con la ternura, y acaso lo único que suaviza sus deseos de matar. Temiendo matar accidentalmente a Sophie, sale una noche para alimentarse de otro, y es sorprendido atacando a un compañero soldado. Es arrestado, y durante el juicio, Aymar apoya quemarlo en la hoguera y da cuenta de sus crímenes, pero el tribunal lo condena a tratamiento en la enfermería de la prisión de La Santé. Finalmente, Bertrand se suicida saltando al vacío con otro recluso, al que en su delirio cree Sophie, que ya se había suicidado previamente incapaz de soportar su separación de Bertrand.
Esta versión del hombre lobo de Endore no se basa en los licántropos de la Edad Media. Su naturaleza se forja a partir de una tragedia humana, el hombre que nace maldito sin haber cometido ningún pecado para recibir esa carga. En esta obra el autor  reflexiona sobre la naturaleza de los licántropos. A medida que se desenvuelve la novela se podrán ir apreciando lobos peores que Bertrand en la sociedad parisina: burgueses, aristócratas, religiosos e incluso comuneros.

## Inspiración

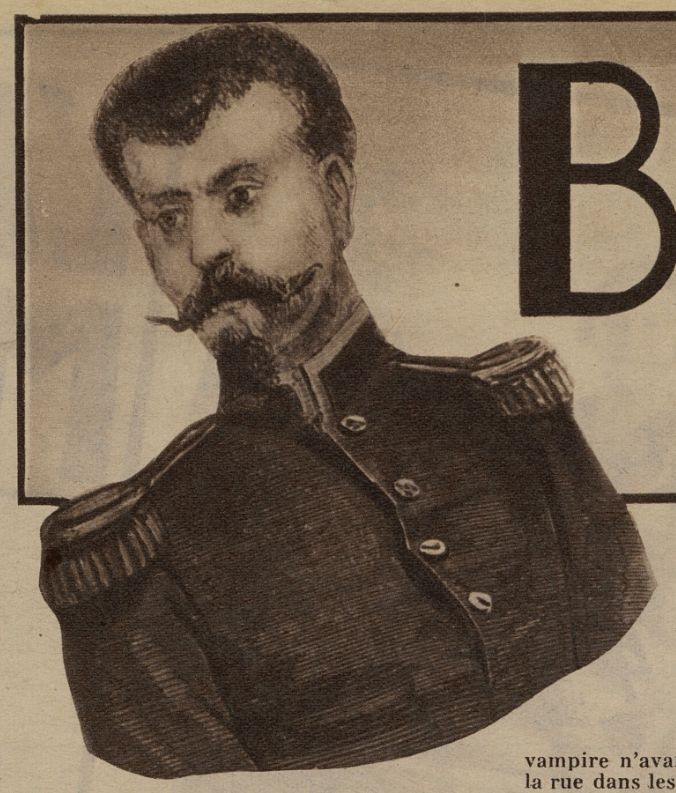
Impresión artística del sargento Bertrand

La historia del libro está inspirada en parte en la historia real del general François Bertrand apodado «el Sargento Necrófilo» o «el Vampiro de Montparnasse», quién entre 1848 y 1849 sufrió de accesos bestiales que devinieron en actos necrófilos y caníbales en varios cementerios franceses especialmente en los de Montparnasse y de Père-Lachaise en París, finalmente fue detenido y juzgado en un consejo de guerra. Su historia fue recogida en un texto del estudioso inglés Sabine Baring-Gould llamado El libro de los hombres lobo  publicado en 1865. 

## Recepción
El hombre lobo de París fue un éxito comercial en su época convirtiéndose en un auténtico best-seller, el libro tuvo muchas tiradas de la primera edición encuadernada. Creada en tiempos de la Gran Depresión y como consecuencia de esta Guy Endore debió vender rápidamente la obra por 750 dólares de la época a la editorial neoyorquina Farrar & Rinehart, responsable de la primera edición de 1933.
Anthony Boucher y J. Francis McComas, notables escritores de ciencia ficción y misterio de los años cuarenta y cincuenta, describieron a El hombre lobo de París como una “fantástica mezcla de fantasía, psicopatología e historia”. Robert Bloch incluyó la novela en "su lista de novelas de terror favoritas". Basil Copper describió la novela como “una obra literaria bien escrita, así como un estudio clínico apasionante y cuidadosamente observado”.  
Alfredo Arias en su introducción a la primera edición en idioma castellano de la novela señala que especialistas como el escritor, crítico, traductor y demonólogo belga Jacques Finné en una introducción a una versión francesa de El Hombre lobo de París de 1987 –versión de la editorial Nouvelles Éditions Oswald (NéO) (París, Francia) julio de 1987, perteneciente al número 10 de la colección NéO Plus-. Comentó lo siguiente: 

Le loup-garou de Paris est à la littérature lycanthrope ce que la Dracula de Bram Stoker est au vampirisme: C’ est-à-dire un classique
El hombre lobo de París es a la literatura licántrópica lo que Drácula de Bram Stoker a la literatura vampírica: Un clásico.

Alfredo Arias también comenta que Brian Stableford dijo algo similar en un escrito sobre Endore, este se puede hallar en la enciclopedia titulada: St. James Guide to Horrror, Ghost and Gothic Writers (Ed. David Pringle), Detroit y Nueva York, St. James Press, 1998 y dice lo siguiente:   

The werewolf of Paris is perhaps entitled to be consider the werewolf novel, just as Dracula is the vampire novel.
 'El hombre lobo de París' puede considerarse la novela de los hombres lobo, así como 'Drácula' es la novela de los vampiros.

## Adaptaciones

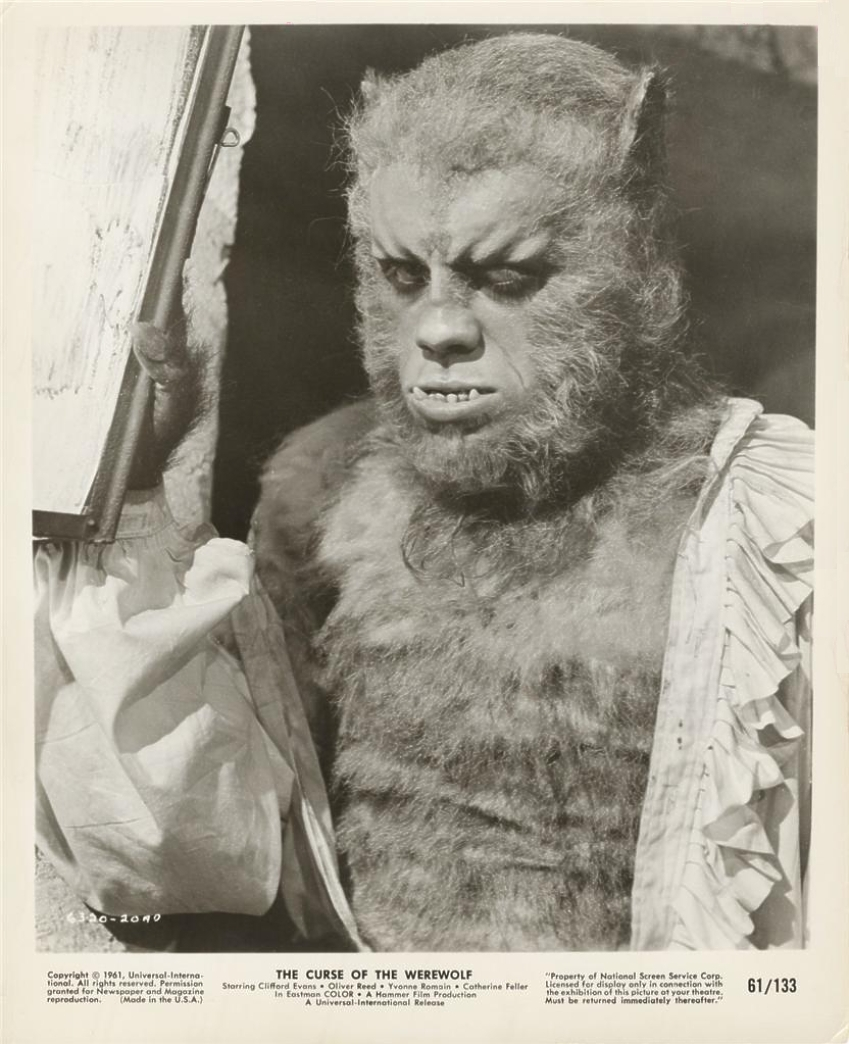
Fotografía extraída de la película "The Curse of The Werewolf"(1961) dirigida por Terence Fisher.

Aunque Guy Endore trabajó para Universal Studios, El hombre lobo de París no fue usado como base ni para The werewolf of London (1935) ni para El hombre lobo (1941). Aun así Alfredo Arias señala que el título de la primera película (The werewolf of London) se usó en alusión al título de la novela como estrategia comercial, ese certificado de ubicación, como lo denomina Arias, fue retomado en películas posteriores como Un hombre lobo americano en Londres de 1981 y Un hombre lobo americano en París de 1997 (esta última nada tiene que ver con la novela de Endore). Por otro lado, Alfredo Arias señala que “puede apreciarse cierto influjo del libro [en la película The Wolf Man de 1941 de George Waggner], en el sentido de considerar al hombre lobo como víctima consciente y atormentada”.
La productora británica Hammer Films estrenó en 1961 la única adaptación que se ha hecho de la novela bajo el título La maldición del hombre lobo, esta fue dirigida por Terence Fisher (él también dirigió las películas La maldición de Frankenstein de 1957 y Drácula de 1958) y protagonizada por Oliver Reed. La película si bien presenta algunas similitudes con la obra original como lo son: las secuencias de la infancia del personaje en el campo, su bonhomía básica, el hecho de nacer en Nochebuena con su fatum correspondiente y el poder paliativo del amor; también presenta sus diferencias como el hecho de que la acción transcurre en la España de finales del siglo XVIII, tampoco hay sargentos, ni juicios militares, ni padres adoptivos perseguidores, entre otras.
Tanto las películas en blanco y negro de la Universal de los años treinta y cuarenta como las películas en color de la Hammer de los cincuenta y sesenta popularizaron en el imaginario colectivo el triunvirato de monstruos conformado por: Frankenstein, Drácula y el Hombre lobo.      